# 찰스 빌리어스 스탠포드
찰스 빌리어스 스탠포드 경(Sir Charles Villiers Stanford, 1852년 9월 30일 ~ 1924년 3월 29일)은 아일랜드의 작곡가, 교사, 지휘자이다.

## 생애
더블린의 부유하고 음악적 교양이 높은 집안에서 태어난 스탠포드는 라이프치히와 베를린에서 음악교육을 받기 전에는 케임브리지대에서 공부했다. 그래서 그는 국제적으로 저명한 연주가를 초청해 케임브리지대 음대와 협연을 성사시킴으로써 이 악단의 위상을 끌어올리는 데 일등공신이 됐다.
스탠포드는 아직 학부생이었던 시기에 트리니티 칼리지의 오르간 주자로 임명된 바 있다. 1882년 29세의 나이로 왕립 음대 창설 멤버의 일원으로 교수에 취임한 그는 이후 평생 이 대학 작곡과에서 교편을 잡았다. 1887년부터는 케임브리지대 음악과 교수도 겸임했다. 교육자로서 스탠포드는 모더니즘에 회의적인 자세를 보였고, 그의 강의는 주로 브람스의 음악이 좋은 예가 되는 고전적인 원리를 바탕으로 이루어졌다. 스탠포드 문하에서는 그 자신을 능가하는 명성을 얻은 구스타프 홀스트, 랠프 본 윌리엄스 같은 작곡가들이 배출됐다. 또한 그는 바흐 합창단이나 리즈 음악제의 지휘자였다.
스탠포드는 7개의 교향곡을 포함, 상당수의 악곡을 작곡했지만, 가장 기억되는 것은 성공회 전통 양식에 따라 교회 연주용으로 쓰인 합창곡일 것이다. 그는 오페라도 열심히 작곡했지만 완성된 9개의 오페라는 일반적인 레퍼토리가 되지 못했다. 비평가 중에는 파리 매킨지 등과 함께 스탠포드를 영국, 아일랜드 음악 부활의 일등공신으로 보는 이도 있다. 그러나 그의 음악은 19세기 마지막 20년에 있어서만 큰 성공을 거두었지만, 그 후 20세기에 들어서면 에드워드 엘가, 프레드릭 딜리어스와 함께 자신의 문제들의 활약의 그늘에 가려지게 된다.

## 작품
스탠포드 음악에서 형식적 감각, 미적 감각, 그리고 위대한 전통에 대한 감각을 잃어버리지 않을 것이다. 그의 음악은 빅토리아조라는 말에 가장 어울리는 것으로, 말하자면 그것은 알프레드 테니슨이나 조지 프레데릭 왓츠, 매튜 아놀드 등의 예술과 맞먹는 음악 예술인 것이다.
스탠포드는 7개의 교향곡, 40여개의 합창곡, 9개의 오페라, 11개의 협주곡, 28개의 실내악곡, 가곡, 피아노곡, 부수음악 그리고 오르간곡을 포함하여 200여개의 작품을 작곡했다.그는 초기 작품의 대부분을 출판하지 않았다. 그가 자신의 작품 목록에 포함시키기로 한 것 중 가장 먼저 쓴 것은 1875년 작이다.
스탠포드의 일생을 통해 그의 탁월한 작곡 기술은 거의 의심의 여지가 없었다. 작곡가 에드거 벤튼은 그에 대해 이렇게 말했다. '스탠포드의 음악에 대해서는 다양한 의견이 있겠지만, 그런 것은 어쨌든 기법에 관해서는 그가 완벽하다는 것으로 정착하지 않을까 생각한다. 그가 손댄 것은 무엇이든 '성공'했다.' 스탠퍼드가 영면하던 날, 그의 제자였던 홀스트는 역시 제자였던 하웰스를 향해 이렇게 말했다. "우리가 기술적으로 혼란스러워졌을 때, 그 사람이 누구든 건져 낼 수 있는 사람이 가버렸구나"
스탠포드 사후 교회에서 연주되는 것만 빼고는 그의 음악은 급속히 잊혀져 갔다. 스타바트 마테르와 레퀴엠은 합창의 레퍼토리로 지위를 유지하고 있으며 토마스 비첨은 후자를 옹호했다.그의 두 바다에 관한 가곡집과 가곡 "파랑새"는 여전히 때때로 연주의 기회를 타고 났지만, 오페라에 관해서는 가장 인기가 있었던 "탐정 오브라이언"에서조차 사용되고 있는 "아일랜드 무대말"이 진부한 것으로 간주되게 되었다.(2002년) 그러나 디폴레의 음악적 우상은 놀라운 것으로 간주되었다.흔히 듣는 스탠퍼드가 브람스에 찬물을 끼얹은 격이라는 비판은 교향곡이나 협주곡, 또 실내악곡이나 가곡의 대부분을 CD녹음으로서 입수해 재평가받게 되면 실수였다는 것을 알 수 있다고 더블은 생각한다.2002년 로드멜(Rodmell)은 스탠포드에 관한 논고에 16페이지에 걸친 디스코그래피를 첨부하였다.
버나드 쇼 이후에 쓰여진 스탠포드 음악에 대한 비판에서 가장 많은 것은 그의 음악에는 열정이 부족하다는 것이다. 쇼는 켈트인 스탠포드를 칭찬하고 켈트적 정감을 억제한 스탠포드를 꺼려했다. 스탠포드의 교회음악에 관해 니컬러스 템퍼리(Nicholas Temperley)는 이렇게 깨달았다."예술 체험으로서 완전히 만족할 수 있지만, 아마 마음에 깊이 스며드는 종교적 충동이 부족한 것은 아닐까." 오페라나 다른 음악에서도, 음악이 사랑이나 로맨스를 전해야 하는 데서 그것을 하지 못하고 있다고 글로브, 파리를 비롯한 후의 평론가들은 지적하고 있다.스탠포드가 진짜로 다툰 파리나 그의 경쟁적인 성향에 따라 스탠포드는 아서 설리번과 맞붙게 됐다. 그러나 그는 그것을 정말이라면 재능을 발휘할 희극이 아닌 오라토리오로 작곡하고자 했다. 로드멜은 그러한 오라토리오를 "권력이나 깊이가 우연히 발견되었을 뿐"이라는 호언장담이라고 부른다.

### 관현악 작품
평론가 리차드 화이트하우스(Richard Whitehouse)은 스탠포드의 7개 교향곡이 그의 음악의 강인함과 한계를 구현한 것이라고 기술했다. 즉, '작곡양식의 엄격함과 숙달 시마다 비견될 수 있는 것은 동시대의 연장자인 파리뿐이다. 한편, 양식적으로는 멘델스존, 슈만, 브람스의 범주에 만족하는 것 같다.' 화이트하우스가 다시 말하기를, 스탠포드의 교향곡에서의 구축은 뻔하면서도, "종종 악장 구성이나 고안한 관현악법에 교묘하게 도전하고 있기 때문에 탐색할 만한 가치가 있는 악곡으로 되어 있다.'
스탠포드의 첫 교향곡 2작품은 그의 완벽주의 성향때문에 출판되지 않았고 그의 작품 목록에서도 제외됐다. 처음으로 출판된 '아일랜드'라는 부제로 알려진 '교향곡 3번 바단조'는 1887년 초연됐다. 이 작품은 스탠포드 생전에 그의 교향곡 중에서도 가장 큰 인기를 자랑했던 작품이었다.스탠포드의 작품에 대한 고찰 속에서 존 포테(John Porte)는 이렇게 말하고 있다. '그의 고향의 정신과 음색이 가득하며 (중략) 명랑함과 슬픈 아름다움이 대조적으로 표현되는 것이다. 다른 많은 작품들처럼, 이 작품에서도 스탠퍼드는 틀림없는 아일랜드 민요를 도입했다.파리나 매킨지와 마찬가지로 설리번나 엘가와는 달리 스탠포드는 민요를 좋아하고 경의를 표했다. 그는 보통 표제음악을 피하고 있었는데, 왓스를 애도하며 작곡된 교향곡 6번에서는 그것이 왓스의 조각과 회화로 촉발된 것이라고 인정하고 있다.
6개의 '아일랜드 광시곡'는 1번이 1901년이고 6번이 죽음 전년에 쓰여졌으며 스탠포드의 관현악 작품 중에서도 모두 20세기에 이르러서의 것이다. 이 중 두 곡은 관현악과 함께 독주악기를 전면에 내세운 내용이다. 3번이 첼로이고 6번이 바이올린이다. 뒤불의 견해에 의하면 피아노 협주곡 1번(1894년)이나 바이올린 협주곡 1번(1899년)처럼 그의 협주적 작품 중에는 관현악법과 서정성 같은 점에서 스탠포드의 음악을 말할 때 흔히 인용되는 브람스 뿐만 아니라, 스탠포드의 음악을 말할 때 자주 언급하는 브람스뿐 아니라, 멘델스존의 전통에도 근거를 두고 있다.

### 실내악곡
스탠포드의 실내악곡은 일반적인 레퍼토리는 될 수 없으나 쇼에서조차 칭찬했다고 더블이 기록하고 있듯이 잘 만들어져 있다. 뒤블은 그중 클라리넷과 피아노를 위한 3개의 간주곡 Op.13(1879년[주 57]), 9중주를 위한 세레나드 바장조 Op.95(1905년), 클라리넷 소나타 Op.129(1912년)를 골라내 감동적인 슬픔을 담고 있다고 밝혔다. 포테는 현악5중주 1번에 대해 낭랑하게 울려 퍼지는 따뜻한 심정이 바로 클래식한 노래를 타고 쓰여진 작품이며 그 성격과 구성은 스탠포드다운 것이라고 적었다. 포테는 피아노 3중주 2번 등 다른 실내악곡들에 대해서도 언급했다. '이건 스탠포드에게 전형적인 곡이다. 잘 울리도록 쓰여져 있고 겉으로 보기에는 고전적이면서도 표정이 풍부하고 어느 정도 시적인 신선함을 느끼게 하는 많은 경과구들이 있다. 딱히 특필할 만한 특징도 없지만, 이 작품은 유용하고 흥미를 끈다.'

### 종교음악
스탠포드 사후 일반적으로 그의 음악은 수년간 무시당하게 됐지만 종교음악은 그렇지 않았다. 스탠포드 음악에 대해 자세히 다룬 몇 안 되는 서적 중 하나인 '영국음악 Music in Britain'에서, 니콜라스 템퍼레이는 그 덕분에 종교음악은 '예술적 발명으로서 성가와 동등한 가치를 인정하는 지위'를 회복했다고 기록하였다.본 윌리엄스는 스타바트 마테르를 불후의 미를 갖춘 스탠포드의 작품 중 하나로 규정하고 있다. 템퍼레이는 종교음악의 가장조(1880년), F장조(1889년), 다장조(1909년)가 가장 중요하며 당시보다 성당에서 연주되는 곡목으로 계속 남아 있다.연주회용 작품이 그렇듯 스탠포드 음악은 선율에 지배되고 있다. 저성의 움직임은 부차적이어도 항상 중요하며, 선율과 저성의 사이에 있는 것은 모두 '보충'이라고 로드멜은 간주하고 있다.

### 오페라
1981년에 행해진 스탠포드의 오페라에 관한 조사 중에서, 비평가 나이젤 버튼(Nigel Burton)이 기록한 것은, 「탐정 오브라이언 Shamus O'Brien」에는 좋은 곡이 없고, 게다가 유일하게 마음에 남는 선율은 스탠포드의 자작이 아닌 영국 민요의 「서쪽의 영광 The Glory of 49」이다.1921년 포테의 기술은 이렇다.그 오페라의 음악은 성격과 외관이 현저하게 선명하고 선율적이며 완전히 독특한 것이다.성악과 기악 모두 신들린 필치가 탁월하다[148]. 버튼은 소란스러운 Much Ado About Nothing에 대해서는 스탠포드 오페라에서도 최상의 음악이 적용된다고 극찬했다.버튼은 스탠포드 마지막 오페라 [여행 동반자 The Travelling Companion]을 그의 오페라 작품의 최고봉으로 꼽고 있지만, 그 힘찬 힘의 원천은 대부분 헨리 뉴볼트와 한스 안데르센에 의해 만들어진 훌륭한 대본 덕분이라고 말할 정도로 인상적이다. 포테는 그 음악이 엄숙하고 낭만적이다.

## 주요작품목록

### 교향곡
- 교향곡 1번 내림나장조
- 교향곡 2번 라단조 '비가적'
- 교향곡 3번 바단조 Op.28 '아일랜드'
- 교향곡 4번 바장조 Op.31
- 교향곡 5번 라장조 Op.56 '쾌활한 사람과 사려깊은 사람'
- 교향곡 6번 내림마장조 Op.94 '왓스를 추억하며'
- 교향곡 7번 라단조 Op.124

### 기타 관현악곡
- 아일랜드 광시곡 1번 라단조 Op.78
- 아일랜드 광시곡 2번 바단조 Op.84
- 아일랜드 광시곡 3번 라장조 Op.137
- 아일랜드 광시곡 4번 가단조 Op.141 '네이 호수의 어부와 그가 본 것'
- 아일랜드 광시곡 5번 사단조 Op.147
- 아일랜드 광시곡 6번 라단조 Op.191
- 오이디푸스 왕 전주곡

### 협주적 작품
- 피아노 협주곡 0번 내림나장조
- 피아노 협주곡 1번 사장조 Op.59
- 피아노 협주곡 2번 다단조 Op.126
- 피아노 협주곡 3번 내림마장조 Op.171
- 영국 권주가 주제에 의한 변주곡 Op.71
- 바이올린과 관현악을 위한 조곡 라장조 Op.32
- 바이올린 협주곡 1번 라장조 Op.74
- 바이올린 협주곡 2번 사단조 Op.162
- 바이올린과 관현악을 위한 변주곡 Op,180
- 첼로 협주곡 라단조
- 클라리넷 협주곡 가단조 Op.80

### 성악곡
- 레퀴엠 Op.63
- 해군의 노래 Op.91
- 스타바트 마테르 Op.96